# 克兰西·维古姆
克蘭西·维古姆局長（英語：Chief Clancy Wiggum）是春田镇警察局局長。他是拉尔夫·维古姆的父親和薩拉·維古姆的丈夫。喜劇看點為無能、不負責、懶惰和暴食的一名警察。